# Droga krajowa nr 38 (Węgry)
Droga krajowa nr 38 (węg. 38-as főút) – droga krajowa w północno-wschodnich Węgrzech, w komitatach Borsod-Abaúj-Zemplén i Szabolcs-Szatmár-Bereg. Długość - 39 km. Przebieg: 
- Bodrogkisfalud – skrzyżowanie z 37
- Nyírtelek
- Tokaj
- Rakamaz
- Nyíregyháza – skrzyżowanie z 4